# Richard Lane
Pour les articles homonymes, voir Lane.
Richard Lane (né le 28 mai 1899 à Rice Lake, Wisconsin et mort le 5 septembre 1982 à Newport Beach, en Californie) est un acteur américain.

## Biographie
Connu également sous le nom de Dick Lane, Richard Lane a été annonceur à la télévision américaine et acteur. Il a laissé son empreinte notamment en commentant des matchs de lutte et de roller derby sur KTLA-TV, principalement du Grand Auditorium olympiques de Los Angeles, en Californie.

## Filmographie

### Années 1930
- 1936 : For the Love of Pete
- 1936 : Punch and Beauty
- 1936 : Shake, Mr. Shakespeare : Mr. Smith
- 1937 : The Woman I Love : Florence's boyfriend
- 1937 : La Ville de l'or (The Outcasts of Poker Flat) de Christy Cabanne : High-Grade
- 1937 : You Can't Buy Luck : Detective Mac McGrath
- 1937 : There Goes My Girl : Editor Tim J. Whelan
- 1937 : You Can't Beat Love (en) de Christy Cabanne : Iceman
- 1937 : New Faces of 1937 : Harry Barnes, Broker
- 1937 : Super-Sleuth : Tour Guide Barker
- 1937 : Flight from Glory : Mr. Hanson
- 1937 : The Life of the Party (en) de William A. Seiter : Burns, Manager Hotel Pertiax
- 1937 : Should Wives Work?
- 1937 : Saturday's Heroes : Red Watson
- 1937 : Danger Patrol : Bill
- 1937 : La Femme en cage (Hitting a New High) : Owner of the Chez Suzette Nightclub
- 1937 : SOS vertu ! (Wise Girl) de Leigh Jason: Detective
- 1938 : The Dummy Owner (voix)
- 1938 : Crashing Hollywood de Lew Landers : Hugo Wells
- 1938 : Everybody's Doing It : Steve Devers
- 1938 : Ears of Experience
- 1938 : Radio City Revels : Crane
- 1938 : L'Impossible Monsieur Bébé (Bringing Up Baby) : Circus manager
- 1938 : Maid's Night Out : Amusement Park Barker
- 1938 : Gangster d'occasion (Co Chase Yourself) d'Edward F. Cline : Nails
- 1938 : Quelle joie de vivre (Joy of Living) : Harvey - First Producer
- 1938 : Blind Alibi : Police Sergeant Bowers
- 1938 : This Marriage Business (en) de Christy Cabanne : Joe Selby, Roadhouse Owner
- 1938 : The Jitters
- 1938 : Hunting Trouble
- 1938 : I'm from the City : Captain Oliver 'Ollie' Fitch
- 1938 : Amanda (Carefree) : Henry
- 1938 : Mr. Doodle Kicks Off (en) de Leslie Goodwins : Assistant Coach 'Offsides' Jones
- 1938 : Exposed de Harold D. Schuster : Tony Mitchell
- 1938 : His Exciting Night : Homer Carslake
- 1938 : The Last Warning : Steve Felson
- 1938 : Charlie Chan à Honolulu (Charlie Chan in Honolulu) : Mike Hannigan, alias Det. Arnold
- 1939 : Monsieur Moto en péril (Mr. Moto in Danger Island) de Herbert I. Leeds : Commissioner Gordon
- 1939 : While America Sleeps : Carmichael
- 1939 : Union Pacific : Sam Reed
- 1939 : For Love or Money : Foster
- 1939 : It Could Happen to You : District Attorney
- 1939 : Unexpected Father : Leo Murphy, Booking Agent
- 1939 : Stronger Than Desire : Jerry Broday, Flagg's Assistant
- 1939 : Édition de minuit (News Is Made at Night) de Alfred L. Werker : Barney Basely
- 1939 : Mutinerie sur le 'Black Hawk' (Mutiny on the Blackhawk) de Christy Cabanne : Kit Carson
- 1939 : The Day the Bookies Wept : Ramsey Firpo
- 1939 : The Escape : David Clifford
- 1939 : Hero for a Day : Abbott
- 1939 : Radio détective (Sued for Libel) : Smiley Dugan
- 1939 : Drunk Driving : Rick
- 1939 : Main Street Lawyer : Ballou, Marco's Lawyer
- 1939 : L'Étonnant M. Williams (The Amazing Mr. Williams) : Reagan
- 1939 : Nick Carter, Master Detective : Vaughn, airplane workman

### Années 1940
- 1940 : City of Chance : Marty Connors
- 1940 : Free, Blonde and 21 : Lieutenant Lake
- 1940 : Two Girls on Broadway : Buddy Bartell
- 1940 : Sandy Is a Lady : Philip Jarvis
- 1940 : The Biscuit Eater de Stuart Heisler : Harvey McNeil
- 1940 : L'Étrange Aventure (Brother Orchid) de Lloyd Bacon : Mugsy O'Day
- 1940 : La Fièvre du pétrole (Boom Town) : Assistant District Attorney
- 1940 : Hired Wife : McNab aka Mac
- 1940 : Yesterday's Heroes (it) : Cleats Slater
- 1940 : Margie : Mr. Dixon
- 1940 : Youth Will Be Served (en) d'Otto Brower : Mr. Hewitt
- 1940 : Romance of the Rio Grande
- 1941 : Respect the Law : George Johnson
- 1941 : Ride, Kelly, Ride (en) de Norman Foster : Dan Thomas
- 1941 : Meet the Chump : Slugs Bennett
- 1941 : Meet Boston Blackie : Insp. Farraday
- 1941 : Son patron et son matelot (A Girl, a Guy, and a Gob) : Recruiting officer
- 1941 : Le Châtiment (The Penalty) d'Harold S. Bucquet : FBI Agent Craig
- 1941 : L'Escadrille des jeunes (I Wanted Wings) : Flight Commander
- 1941 : The Cowboy and the Blonde (en) de Ray McCarey : Gilbert
- 1941 : The Bride Wore Crutches : Bill Daly
- 1941 : Mardi gras (Sunny) : Reporter
- 1941 : Time Out for Rhythm : Mike Armstrong
- 1941 : For Beauty's Sake : Mr. Jackman
- 1941 : Tight Shoes d'Albert S. Rogell : Allan McGrath
- 1941 : San Antonio Rose : Charles J. Willoughby
- 1941 : Nuits joyeuses à Honolulu (Navy Blues) : 'Rocky' Anderson
- 1941 : Man at Large : Editor Grundy
- 1941 : The Riders of the Purple Sage : Oldring
- 1941 : Hellzapoppin' de H. C. Potter : Director
- 1941 : Confessions of Boston Blackie : Insp. Farraday
- 1942 : Deux Nigauds cow-boys (Ride 'Em Cowboy) : Pete Conway
- 1942 : Les Rivages de Tripoli (To the Shores of Tripoli) : Lieutenant on Minesweeper
- 1942 : Butch Minds the Baby : Harry the Horse
- 1942 : Alias Boston Blackie (en) de Lew Landers : Insp. Farraday
- 1942 : Junior G-Men of the Air : Agent Don Ames
- 1942 : Le Mystérieux Docteur Broadway (Dr Broadway) : Patrick Doyle
- 1942 : La Jungle rugit (Drums of the Congo) de Christy Cabanne : Coutlass
- 1942 : Fantômes déchaînés (A-Haunting We Will Go) : Parker
- 1942 : Boston Blackie Goes Hollywood (en) de Michael Gordon : Insp. John Farraday
- 1942 : Time to Kill d'Herbert I. Leeds : Lt. Breeze
- 1942 : Les Mille et Une Nuits (Arabian Nights) : Corporal
- 1943 : Air Force de Howard Hawks : Major W.G. Roberts
- 1943 : Deux Nigauds dans le foin (It Ain't Hay) : Slicker
- 1943 : After Midnight with Boston Blackie : Inspector Farraday
- 1943 : Swing Your Partner : Mr. Lane
- 1943 : Fired Wife : Tracey
- 1943 : Corvette K-225 : Vice Admiral
- 1943 : Remerciez votre bonne étoile (Thank Your Lucky Stars) : Barney Johnson
- 1943 : Symphonie loufoque (Crazy House) de Edward F. Cline : Hanley
- 1943 : The Chance of a Lifetime : Insp. John Farraday
- 1943 : Gung Ho! ('Gung Ho!': The Story of Carlson's Makin Island Raiders) : Captain Dunphy
- 1944 : Slightly Terrific : Mike Hamilton
- 1944 : The Bermuda Mystery : Detective Sergeant Donovan
- 1944 : Take It Big : Eddie Hampton
- 1944 : Louisiana Hayride de Charles Barton : J. Huntington McMasters
- 1944 : Monsieur Winkle s'en va-t-en guerre (Mr. Winkle Goes to War) d'Alfred E. Green : Sgt. 'Alphabet' Czeidrowski
- 1944 : A Wave, a WAC and a Marine : Marty Allen
- 1944 : One Mysterious Night : Inspector Farraday
- 1944 : Bowery to Broadway : Walter Rogers
- 1944 : Brazil : Edward Graham
- 1945 : What a Blonde : Pomeroy, the Butler
- 1945 : Deux Nigauds au collège (Here Come the Co-eds) : Nearsighted man at Miramar Ballroom
- 1945 : Two O'Clock Courage : Al Haley
- 1945 : The Horn Blows at Midnight : Radio Announcer
- 1945 : Boston Blackie Booked on Suspicion : Insp. John Farraday
- 1945 : Laurel et Hardy toréadors (The Bullfighters) : Hotshot Coleman
- 1945 : Le Joyeux Phénomène (Wonder Man) de H. Bruce Humberstone : Asst. District Attorney
- 1945 : Boston Blackie's Rendezvous : Inspector John Farraday
- 1945 : High Blood Pleasure
- 1946 : Girl on the Spot : 'Weepy' McGurk
- 1946 : A Close Call for Boston Blackie : Inspector Farraday
- 1946 : Talk About a Lady : Duke Randall
- 1946 : The Phantom Thief : Inspector John Farraday
- 1946 : Ain't Love Cuckoo?
- 1946 : Pardon My Terror
- 1946 : Gentleman Joe Palooka : Phillips
- 1946 : Sioux City Sue (en) de Frank McDonald : Jefferson Lang, Paragon Pictures
- 1946 : Boston Blackie and the Law (en) : Insp. John Farraday
- 1947 : Schéhérazade (Song of Scheherazade) : Lieutenant
- 1947 : Hit Parade of 1947 : Serial Director
- 1947 : Out of the Blue : Detective Noonan
- 1947 : Wedding Belle : Dick
- 1947 : Devil Ship : Captain 'Biff' Brown
- 1948 : Two Nuts in a Rut : Richard Lane, producer
- 1948 : The Return of the Whistler : Gaylord Traynor
- 1948 : Trapped by Boston Blackie : Insp. William R. Farraday
- 1948 : Pardon My Lamb Chop : Dick, Shell-shocked Veteran
- 1948 : The Creeper : Insp. Fenwick
- 1948 : L'Homme le plus aimé (The Babe Ruth Story) de Roy Del Ruth : Boston Braves' coach
- 1948 : Tenth Avenue Angel de Roy Rowland : Street Vendor
- 1949 : He's in Again de Charley Chase : Dick
- 1949 : Miss Mink of 1949 : Herbert Pendelton
- 1949 : Boston Blackie's Chinese Venture : Inspector William R. Farraday
- 1949 : Match d'amour (Take Me Out to the Ball Game) de Busby Berkeley : Michael Gilhuly
- 1949 : Flung by a Fling : Sgt. Dick Lane
- 1949 : Monsieur Joe (Mighty Joe Young) d'Ernest B. Schoedsack : Attorney
- 1949 : Le Baiser de minuit (That Midnight Kiss) de Norman Taurog : Radio D.J. interviewing Ethel Barrymore
- 1949 : Le Grand Départ (The Big Wheel) d'Edward Ludwig : Reno Riley

### Années 1950
- 1950 : There's a Girl in My Heart (en) d'Arthur Dreifuss : Sergent Mullin
- 1950 : Sables mouvants (Quicksand) d'Irving Pichel : Det. Lt. Nelson
- 1950 : Everybody's Dancin' (en) deWill Jason (en) : Colonel
- 1950 : The Jackie Robinson Story d'Alfred E. Green : Clay Hopper, Montreal Manager
- 1950 : The Admiral Was a Lady (en) d'Albert S. Rogell : Marty Gruber (fight promoter)
- 1951 : Vendeur pour dames (I Can Get It for You Wholesale) de Michael Gordon : Kelley

### Années 1960
- 1960 : Mince de planète (Visit to a Small Planet) de Norman Taurog : Superbo Television Spokesman
- 1964 : À bout portant (The Killers) de Don Siegel : Demolition Derby Announcer
- 1965 : Chère Brigitte (Dear Brigitte) de Henry Koster : Track Announcer

### Années 1970
- 1972 : Kansas City Bomber de Jerrold Freedman : TV Spokesman Jen
- 1976 : Un candidat au poil (The Shaggy D.A.) de Robert Stevenson : Roller Rink Announcer
- 1978 : The One and Only de Carl Reiner
- 1978 : Weekend of Shadows (en) de Tom Jeffrey (en) : Young Harry